# 木罗夫达戈山

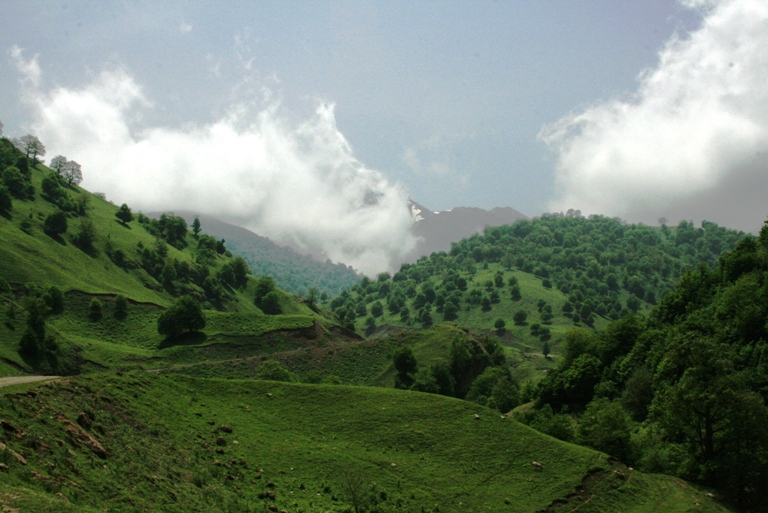
常年积雪的山峰

木罗夫达戈山是小高加索山脉在阿塞拜疆境内的最高山脉，山脉长约70公里，最高峰海拔3724米，山脉以南为卡拉巴赫高原。同时，该山脉构成了阿塞拜疆和亚美尼亚军队接触线的北方界限。1993年，双方在该地发生了军事冲突，亚美尼亚获胜。在2020年冲突期间，据阿塞拜疆称木罗夫达戈峰回到了阿塞拜疆的控制之下。